# Vexille
Vexille (Japanse titel:ベクシル 2077日本鎖国, Bekushiru 2077 Nihon sakoku) is een Japanse futuristische animatiefilm uit 2007. De Nederlandse première vond plaats tijdens de 24ste Amsterdam Fantastic Film Festival.

## Verhaal
In 2067 kondigt de Verenigde Naties een ban af op de ontwikkeling van robottechnologie. Japan trekt zich terug uit de VN en sluit zich hermetisch af met een elektromagnetisch schild en laat geen buitenlanders meer binnen. In 2077 breekt Vexille door het schild en infiltreert in het machtige Japanse bedrijf Daiwa.

## Muziek
De film bevat muziek van Basement Jaxx, Boom Boom Satellites, Asian Dub Foundation, Dead Can Dance, Carl Craig, The Prodigy, DJ Shadow en Paul Oakenfold.